# Пилявецький замок
Пилявецький замок — замок, збудований на двох горах, що називаються Столповицька та Городок.

## Історія
Село раніше називалося Плиня, а свою сучасну назву отримало від Якуба Потоцького гербу Пилава, старости Чигиринського, якому належали ці землі. Наприкінці XIX століття на двох високих горах, що називаються Столповицька та Городок, було знайдено сліди оборонних укріплень.